# لغات القوقاز
اللغات القوقازية هي مجموعة كبيرة ومتنوعة للغاية من اللغات التي يتحدث بها أكثر من عشرة ملايين شخص في وحول جبال القوقاز التي تقع بين البحر الأسود و بحر قزوين.
تسمح المقارنة اللغوية بتصنيف هذه اللغات إلى عدة عائلات لغوية، مع القليل من التقارب الملحوظ أو عدم وجود صلة بينهما. وتشهد منطقة القوقاز تنوعاً لغوياً. فتشير دراسات اللغويين إلى تقسيم لغات القوقاز إلى عدة عوائل لغوية. واصطلاح «اللغات القوقازية» يشير لعدة عوائل لغوية.
- لغات جنوب القوقاز: وتشمل اللغة الجورجية. اللغة الرسمية في جورجيا التي يتحدثها حوالي ستة ملايين شخص.[1]
- لغات شمال غرب القوقاز: وتشمل اللغة الكبردية.
- لغات شمال شرق القوقاز: وتعرف أحيانا باسم اللغات الداغستانية، وتشمل اللغات الشيشانية، والآفارية، والإنغوشية، واللزغية.